# Улица Виктора Костарчука
Улица Виктора Костарчука (укр. Вулиця Віктора Костарчука) — улица в Деснянском районе города Чернигова. Пролегает от улицы Кибальчича до тупика в направлении улицы Грибоедова.
Нет примыкающих улиц.

## История
Певчанская улица — в честь села Певцы — была проложена в 1930-е годы от улицы Довженко в направлении улицы Грибоедова, и застроена индивидуальными домами. Застройка и сама улица начинается от улицы Кибальчича.  
В 1960 году Певчанская улица переименована на улица «Правды» — в честь печатного средства массовой информации КПСС и главной газеты СССР «Правда», которая выходит с 5 мая 1912 года. Членом редакционной коллегии был Н. И. Подвойский, в честь, которого также названа (до 2016 года) улица в Чернигове. 
19 февраля 2016 года улица получила современное название — в честь украинского учёного, ректора Черниговского педагогического института Виктора Николаевича Костарчука, согласно Распоряжению городского главы В. А. Атрошенко Черниговского городского совета № 54-р «Про переименование улиц города» («Про перейменування вулиць міста»)

## Застройка
Улица занята усадебной застройкой. Нет парной и непарной сторон: нумерация домов улицы начинается от улицы Кибальчича с западной (левой) стороны и до тупика, далее нумерация продолжается по восточной (правой) стороне и до улицы Кибальчича.
Учреждения: нет